# UDP-N-acetilglukozamin 6-dehidrogenaza
UDP-N-acetilglukozamin 6-dehidrogenaza (EC 1.1.1.136, uridin difosfoacetilglukozaminska dehidrogenaza, UDP-acetilglukozaminska dehidrogenaza, UDP-2-acetamido-2-dezoksi-D-glukoza:NAD oksidoreduktaza, UDP-GlcNAc dehidrogenaza, WbpA, WbpO) je enzim sa sistematskim imenom UDP-N-acetil-alfa--glukozamin:NAD+ 6-oksidoreduktaza. Ovaj enzim katalizuje sledeću hemijsku reakciju
UDP--acetil-alfa--glukozamin + 2 NAD+ +2O {\displaystyle \rightleftharpoons } -acetil-2-amino-2-dezoksi-alfa-D-glukuronat + 2 NADH + 2 H+
Ovaj enzim učestvuje u biosintetičkom putu za UDP-alfa-D-ManNAc3NAcA (UDP-2,3-diacetamido-2,3-didezoksi-alfa-D-manuronsku kiselinu), značajnom prekurzoru lipopolisaharida.

## Literatura
- Nicholas C. Price; Lewis Stevens (1999). Fundamentals of Enzymology: The Cell and Molecular Biology of Catalytic Proteins (Third изд.). USA: Oxford University Press. ISBN 019850229X.
- Eric J. Toone (2006). Advances in Enzymology and Related Areas of Molecular Biology, Protein Evolution (Volume 75 изд.). Wiley-Interscience. ISBN 0471205036.
- Branden C; Tooze J. Introduction to Protein Structure. New York, NY: Garland Publishing. ISBN 0-8153-2305-0.
- Irwin H. Segel. Enzyme Kinetics: Behavior and Analysis of Rapid Equilibrium and Steady-State Enzyme Systems (Book 44 изд.). Wiley Classics Library. ISBN 0471303097.
- William P. Jencks (1987). Catalysis in Chemistry and Enzymology. Dover Publications. ISBN 0486654605.

## Spoljašnje veze
- UDP-N-acetylglucosamine+6-dehydrogenase на 